# 中国人民武装警察部队海警学院
中国人民武装警察部队海警学院，简称海警学院，位于浙江省宁波市北仑区小港红联，是中国人民武装警察部队海警总队最高学府，被誉为“共和国边防警官的摇篮”，编入中国人民武装警察部队战斗序列，为副军级。
海警学院是经教育部备案的独立招生普通高等学校。

## 沿革
- 1982年，创建中国人民武装警察部队浙江省总队海巡训练大队（武警浙江总队海巡训练大队），隶属公安部[2]，正团级[3]。
- 1983年9月，国务院下达国发〔1983〕149号文件，批准在原武警浙江总队海巡训练大队的基础上筹建中国人民武装警察部队水面船艇学校（武警水面船艇学校），直属武警总部，正师级。当时武警浙江总队海巡训练大队实际上还未正式建立起来。此后在镇海县（现学校驻地宁波市北仑区，时属镇海县管辖）开始筹建，筹备组23人，下设营建、教学、政工、后勤四个小组[3]。
- 1985年9月1日正式开学[3]，暂时由中国人民武装警察部队浙江省总队代管，执行副师级权限。
- 1993年8月，转隶公安部，编入公安边防部队，更名公安边防水面船艇学校[3]。
- 1997年9月，中止中专招生，全面实施大专教学[3]。
- 1999年3月，教育部正式批准建立公安海警高等专科学校[3]。
- 2009年12月，接受全国高等学校设置评议委员会专家组的考察。2010年1月21日，全国高评委委员在广西南宁举行五届四次会议，学校以65票（总票数67票）的全国第一高票（共45所学校）获得通过，会议同意“在公安海警高等专科学校基础上建立公安海警学院”[3][4]。
- 2010年6月26日，升格成立本科院校公安海警学院，成为中华人民共和国唯一专门培养海上执法人才的现役院校，为公安边防部队最高学府，国务委员、公安部部长孟建柱出席成立大会并为学院揭牌[3]。公安海警学院直属于中华人民共和国公安部，由公安部边防管理局管理。
- 2018年7月1日，根据《深化党和国家机构改革方案》和《武警部队改革实施方案》，海警队伍轉為由武警部队领导指挥，學校更名為中国人民武装警察部队海警学院[5]。

## 历任领导
| 院长 …… - 徐葆正 武警少将（1997年12月—1999年3月，公安边防水面船艇学校校长；1999年3月—2010年12月，公安海警高等专科学校校长；2010年12月—2015年12月，公安海警学院院长） - 张贞来 武警少将（2015年12月—2017年10月） - 王波 武警少将（2017年10月—） |

## 专业设置
2017年招生的本科专业有：
- 航海技术专业（舰艇指挥方向）
- 武器发射工程专业（海警舰载武器指挥方向）
- 治安学专业（治安管理方向）
- 法学专业（公安现役法制方向）
- 轮机工程专业（机电技术指挥方向）
- 信息安全专业（公安机要方向）
- 电子信息工程专业（信息指挥方向）
- 通信工程专业（通信指挥方向）
- 管理科学专业（后勤管理方向）[10]